# Wyżyny Polskie
Wyżyny Polskie (34) – prowincja fizycznogeograficzna Pozaalpejskiej Europy Środkowej, obszar wyżynny w południowej i południowo-wschodniej Polsce. Obejmuje: 

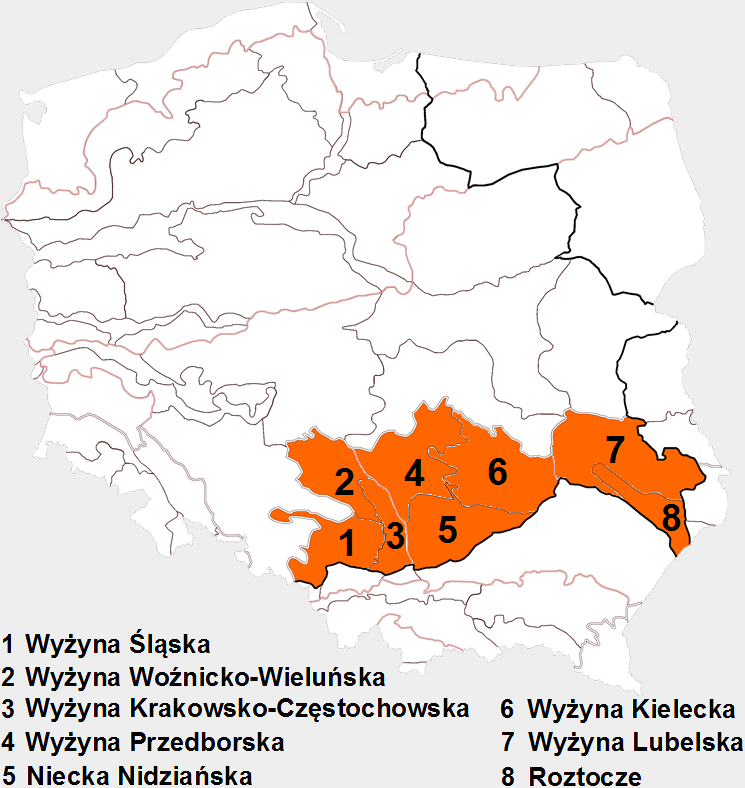
Wyżyny Polskie, bez części ukraińskiej

- Wyżyna Śląsko-Krakowska
  - Wyżynę Śląską
  - Wyżynę Woźnicko-Wieluńską
  - Wyżynę Krakowsko-Częstochowską
- Wyżyna Małopolska
  - Wyżynę Przedborską
  - Nieckę Nidziańską
  - Wyżynę Kielecką
- Wyżyna Lubelsko-Lwowska
  - Wyżynę Lubelską
  - Roztocze